# Clásica de Fusagasugá
La Clásica Nacional de Ciclismo Ciudad de Fusagasugá est une course cycliste colombienne disputée, généralement au mois d'avril, dans le département de Cundinamarca. L'épreuve se déroule autour de la municipalité de Fusagasugá. Elle a été fondée par M. Jorge Eliécer González Ruiz.

## Palmarès
| Année     | Vainqueur              | Deuxième              | Troisième              |
| --------- | ---------------------- | --------------------- | ---------------------- |
| 1996      | José Luis Vanegas (nl) |                       |                        |
| 1997      | Victor Hugo Bolivar    |                       |                        |
| 1998      | Carlos Robayo          |                       |                        |
| 1999      | Ángel Yesid Camargo    | Uberlino Mesa (en)    | José Luis Vanegas (nl) |
| 2000      | Juan Diego Ramírez     |                       |                        |
| 2001      | Alexis Rojas (en)      |                       |                        |
| 2002      | Daniel Rincón          | Argiro Zapata (en)    | Ismael Sarmiento       |
| 2003      | Ismael Sarmiento       | Graciano Fonseca (en) | Juan Carlos Rojas      |
| 2004      | José Castelblanco      | Víctor Becerra        | Félix Cárdenas         |
| 2005      | Javier Zapata          | Hernán Darío Muñoz    | Fidel Jeobani Chacón   |
| 2006      | Javier González        | Libardo Niño          | Heberth Gutiérrez      |
| 2007      | Juan Carlos López      | Fabio Montenegro      | Giovanni Barriga       |
| 2008      | Iván Casas             | Santiago Ojeda        | Julián Rodas           |
| 2009      | Mauricio Ortega        | Juan Carlos López     | John Martínez          |
| 2010      | Mauricio Ortega        | Sergio Henao          | Didier Chaparro        |
| 2011      | Libardo Niño           | Jeffry Romero         | Freddy Montaña         |
| 2012 (es) | Rafael Infantino       | Edwin Carvajal        | Isaac Bolívar          |
| 2013      | Ramiro Rincón          | Óscar Sevilla         | Freddy Montaña         |
| 2014      | Óscar Sevilla          | Fernando Camargo      | Mauricio Ortega        |
| 2015      | Álvaro Gómez           | Robinson Chalapud     | Didier Sastoque        |
| 2016      | Fabio Duarte           | Juan Pablo Suárez     | Carlos Parra           |
| 2017      | Robinson Chalapud      | Alexis Camacho        | Carlos Ramírez         |
| 2018      | Non disputé            | Non disputé           | Non disputé            |
| 2019      | José Tito Hernández    | Miguel Ángel Reyes    | Alexis Camacho         |
| 2020      | Non disputé            | Non disputé           | Non disputé            |
| 2021      | Wilson Peña            | Hernán Aguirre        | Robinson Ortega (nl)   |
| 2022      | Rodrigo Contreras      | Cristian Muñoz        | Germán Chaves          |
| 2023      | Germán Chaves          | Julián Cardona        | Omar Mendoza           |
| 2024      | Alejandro Callejas     | Cristian Rico         | Yeisson Casallas       |
| 2025      | Wilson Peña            | Cristian Muñoz        | Yeison Reyes           |